# Transito (astronomia)

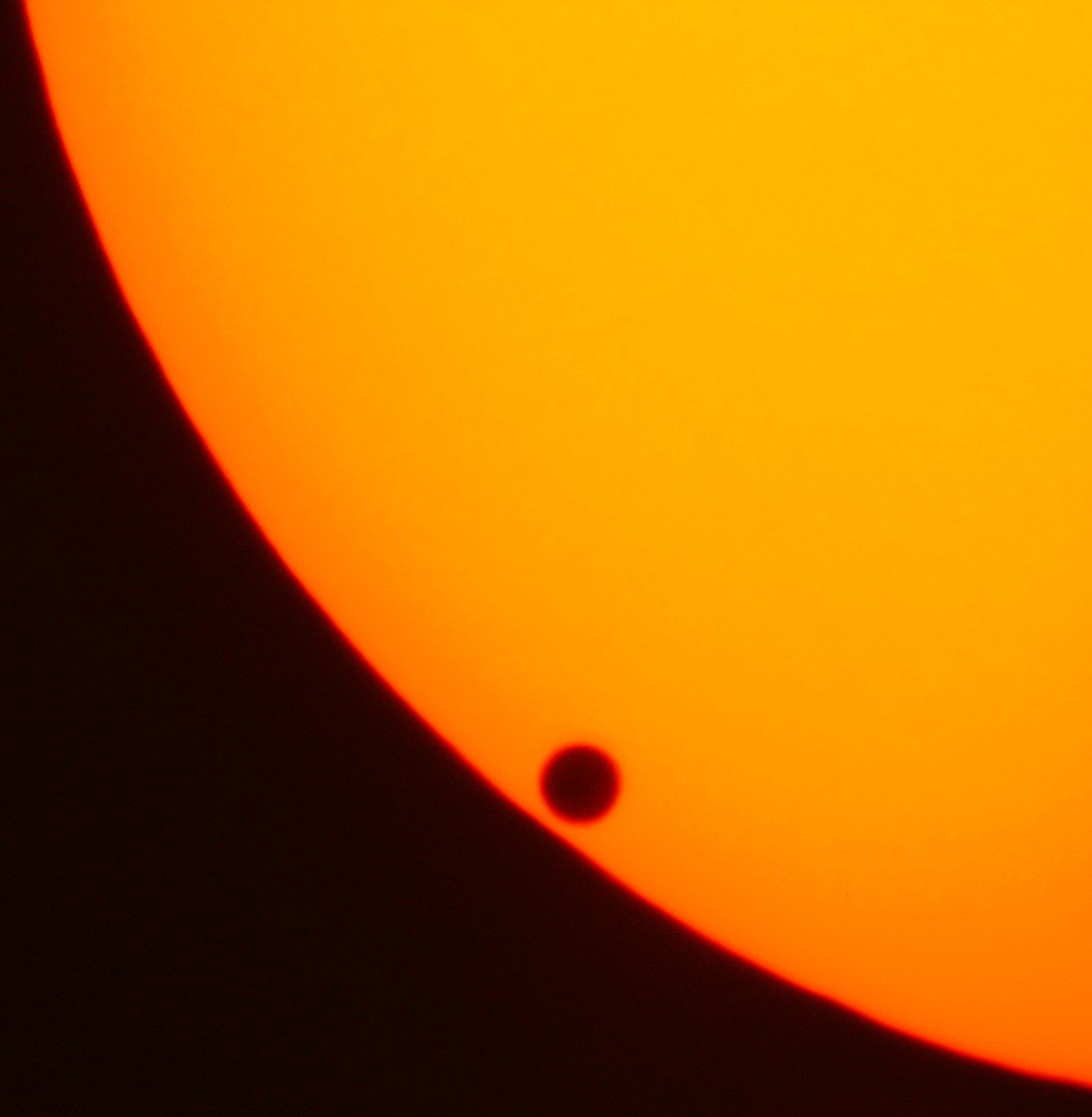
Transito di Venere davanti al Sole (8 giugno 2004)

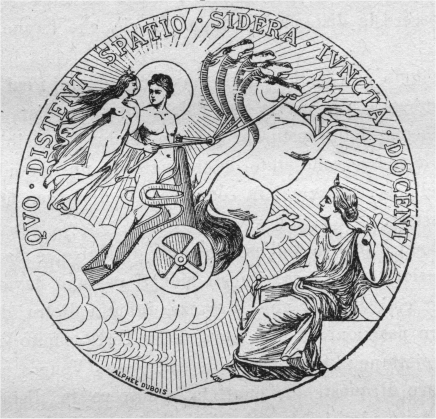
Quo distent spatio sidera juncta docent (Col loro incontro gli astri ci fanno conoscere le distanze che li separano); disegno del lato recto della medaglia fatta coniare in occasione del transito di Venere sul disco del Sole nel 1874

In astronomia, il transito è l'occultazione (parziale o totale) di un corpo celeste dovuto a un secondo corpo che si interpone tra il primo e l'osservatore.
Esempi di transiti sono quelli dei pianeti davanti al Sole (per esempio, i transiti di Venere e di Mercurio) visti dalla Terra. Si definiscono transiti anche quelli di un satellite davanti al suo pianeta (per esempio, il transito dei satelliti di Giove); mentre i "transiti" della Luna di fronte al Sole, sono indicati più propriamente come eclissi di Sole. Se a essere nascoste dai pianeti o dagli asteroidi sono le stelle si ha una occultazione.
Il transito fornisce anche uno dei metodi per l'individuazione dei pianeti extrasolari.

Transito di Fobos davanti al Sole osservato su Marte da Opportunity

La periodicità del transito di un corpo davanti a un secondo dipende dalle caratteristiche orbitali (inclinazione, eccentricità e periodo di rivoluzione) dei due corpi celesti e da quelle del corpo su cui si trova l'osservatore.
A differenza delle eclissi, i transiti sono stati osservati solo in tempi storici relativamente recenti (in pratica a partire dall'invenzione del cannocchiale all'inizio del Seicento), rivelandosi estremamente utili per definire in modo accurato le parallassi, l'unità astronomica e le orbite dei vari corpi del Sistema solare.

## Metodi di osservazione

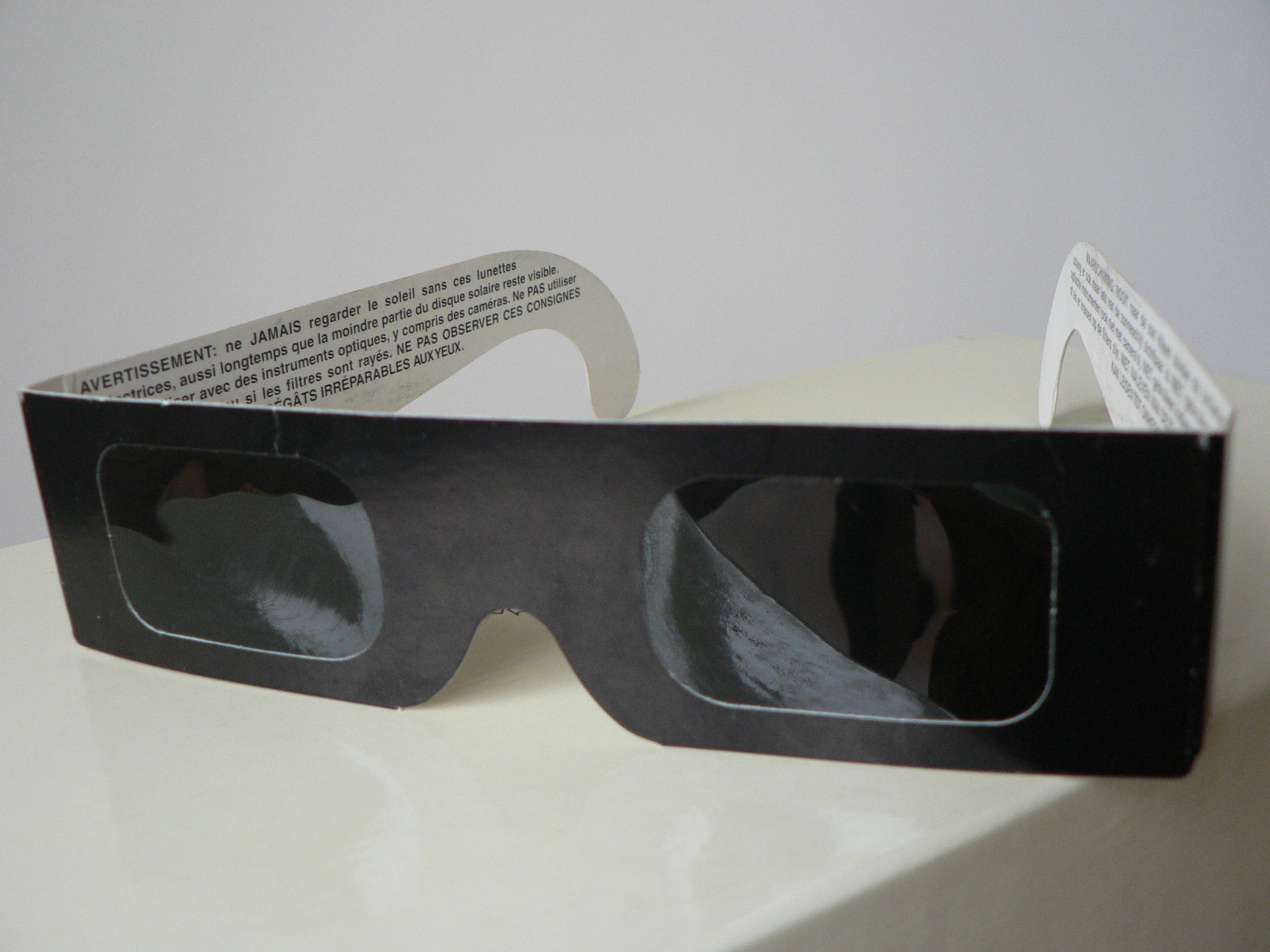
Occhiali per la visione delle eclissi che possono anche essere usati per osservare i transiti

Il metodo più sicuro per osservare un transito consiste nel proiettare l'immagine del sole attraverso un telescopio, un binocolo in uno schermo, ma l'evento può anche essere visto a occhio nudo usando filtri specificatamente progettati per questo scopo, come un filtro astronomico con strato di cromo oppure occhiali per la visione di eclissi.

### Precauzioni
Poiché l'osservazione diretta del Sole senza l'uso di filtri può causare una perdita temporanea o permanente della vista, si rendono necessarie particolari cautele e accorgimenti.
L'antico metodo di utilizzare una pellicola in bianco e nero esposta come filtro non è più considerato sicuro, dal momento che piccole imperfezioni o buchi nella pellicola potrebbero permette il passaggio ai pericolosi raggi UV. Inoltre, una pellicola a colori non contiene argento, ed è trasparente alle radiazioni infrarosse. Questo potrebbe causare danni alla retina.
Una tecnica molto valida è l'adozione di filtri in uso per la saldatura ad arco, ma questi devono essere necessariamente di vetro in quanto quelli di materiale plastico non filtrano adeguatamente IR ed UV.

## Contatti
Il transito è caratterizzato da particolari momenti detti contatti, che si verificano quando il disco del pianeta tocca il disco solare:
- Primo contatto – il disco del pianeta tocca il bordo solare sull'esterno, in ingresso
- Secondo contatto – il disco del pianeta tocca il bordo solare sull'interno, in ingresso
- Terzo contatto – il disco del pianeta tocca il bordo solare sull'interno, in uscita
- Quarto contatto – il disco del pianeta tocca il bordo solare sull'esterno, in uscita.

Esiste anche un quinto tipo di contatto, e si verifica quanto il disco del pianeta è esattamente a metà del transito all'interno del disco solare.

## Transiti nel sistema solare
Nel nostro Sistema solare è possibile osservare diversi tipi di transiti: planetari, lunari, asteroidali. Dalla Terra per esempio si possono osservare i transiti planetari di Mercurio e di Venere. Si potrebbe in un certo senso definire un transito anche quello della Luna, ma quest'ultimo è noto come eclissi di Sole. Dai pianeti più esterni (a partire da Marte) si possono osservare anche i transiti della Terra, ma a oggi nessun essere umano ha mai osservato direttamente tale fenomeno. Per esempio, da Marte è previsto un transito della Terra il 10 novembre 2084.